# Little West (crater lunar)
Little West este un mic crater lunar (cu diametrul de 30 de metri) situat în Marea Liniștii, aflat la est de punctul de aselenizare al misiunii Apollo 11 (cunoscut sub numele de baza Tranquility). 
Astronauți Neil Armstrong și Buzz Aldrin  au ajuns cu modulul lunar Eagle al misiunii Apollo 11 la aproximativ 60 de metri „vest” de craterul Little West în data de 20 iulie 1969. Acesta este craterul pe care Neil Armstrong îl menționează în timpul coborârii sale finale pe suprafața lunară. Marginea sud–vestică a craterului marchează cel mai îndepărtat punct la care astronauții au ajuns în timpul misiunii Apollo 11.  
Craterul a fost numit „Little West” datorită apropierii sale de craterul West (de dimensiuni mult mai mari și cu un nume similar) de-a lungul rutei de zbor a modulului lunar. Pentru câțiva ani, craterul Little West a fost denumit „Craterul de Est” în ALSJ (Apollo Lunar Surface Journal) și în alte reviste din aceeași categorie.  
La momentul misiunii Apollo 11, termenii „est” și „vest” au fost folosiți pentru a descrie direcțiile de pe Lună din perspectiva unui observator de pe Pământ. Craterul a fost numit, prin urmare, craterul „Little West”, chiar dacă apare la est de locul de aterizare pe hărțile lunare moderne.
Numele a fost aprobat oficial de către Grupul de Lucru pentru Nomenclatura Sistemelor Planetare la data de 26 iulie 2017.
Urmele pașilor lui Neil Armstrong către crater au fost vizibile în imaginile realizate de către Lunar Reconnaissance Orbiter în 2009.